# Ordynacja wyborcza
Ordynacja wyborcza, system wyborczy – zbiór przepisów wchodzących w skład tzw. prawa wyborczego regulujących sposób przeprowadzenia wyborów, a w szczególności zasady wyłaniania ich zwycięzców i podziału mandatów.

## Podstawowe typy ordynacji wyborczych
Ze względu na sposób przeliczania głosów ordynacje dzieli się na większościową i proporcjonalną. Ordynacja większościowa wywodzi się z tradycji brytyjskiej i stosowana jest w większości krajów anglosaskich oraz we Francji. Jej zwolennikami byli John Locke i J.J. Rousseau. Najstarsza ordynacja proporcjonalna, jaką jest system pojedynczego głosu przechodniego (albo Brytyjska Reprezentacja Proporcjonalna znana w Australii jako metoda Hare’a-Clarka), także wywodzi się z Wielkiej Brytanii (Irlandii Północnej). Została zaproponowana w 1821 przez Thomasa Wrigthta Hilla i po raz pierwszy zastosowana w wyborach do samorządu miasta Adelaide w 1840, a następnie w wyborach duńskiego Rigsdagu w 1856. Zwykle tzw. proporcjonalność wyborów w małych krajach europejskich uzyskiwana jest poprzez wykorzystanie systemu zamkniętych list partyjnych w metodzie D’Hondta. Po raz pierwszy zastosowano ją w niektórych szwajcarskich kantonach (m.in. w 1890 w kantonie Ticino), a następnie w 1900 w Belgii.
W ramach dwóch nadrzędnych typów ordynacji (typu większościowego i proporcjonalnego) istnieje wiele wariacji (np. ordynacja proporcjonalno-większościowa z zamkniętymi listami partyjnymi w krajach takich jak Rosja, Niemcy i Korea Południowa, jednomandatowy wariant pojedynczego głosu przechodniego, czyli proporcjonalny głos alternatywny w Australii, a także ordynacja proporcjonalna poprzez system Brytyjskiej Reprezentacji Proporcjonalnej, a więc z metodą głosu przechodniego w wielomandatowych okręgach

## Inne systemy wyborcze
- System ograniczonego głosu – Hiszpania (do izby wyższej Kortezów), wybory lokalne w Stanach Zjednoczonych, w XIX wieku Wielka Brytania
- System mieszany – Japonia, Korea Południowa, Chorwacja, Litwa, Tunezja, Senegal, Jordania

## Ordynacja wyborcza w Polsce
W Polsce przepisy prawa wyborczego zawarte są w Kodeksie wyborczym.
Reguluje on kwestie prawne związane z wyborami prezydenckimi, wyborami parlamentarnymi, wyborami samorządowymi i wyborami do Parlamentu Europejskiego.
Kodeks wyborczy reguluje zasady:
- tworzenia i działalności komitetów wyborczych,
- zgłaszania kandydatów,
- finansowania, prowadzenia oraz rozliczenia kampanii wyborczych.
- powoływania i działalności komisji wyborczych bądź innych organów przeprowadzających lub nadzorujących wybory,

oraz (budzącego najwięcej kontrowersji i często utożsamianego z pojęciem „ordynacja wyborcza”)
- sposobu przeliczania głosów na mandaty, co ma szczególne znaczenie w wyborach parlamentarnych.

Często odmienne regulacje stosuje się w tym samym kraju w wyborach do poszczególnych izb parlamentu, a także w wyborach prezydenckich i samorządowych. W Polsce w gminach do 20 000 mieszkańców wybory samorządowe odbywają się według ordynacji większościowej, podobnie jak wybory do Senatu od 2011, w systemie większości względnej (w okręgach jednomandatowych, według zasady FPTP). Natomiast w większych gminach, a także w powiatach i województwach – według systemu proporcjonalnego, używa się metody proporcjonalnej D’Hondta. W wyborach do Sejmu oraz w wyborach posłów do Parlamentu Europejskiego również stosuje się ordynację proporcjonalną. W wyborach prezydenckich oraz w bezpośrednich wyborach organów wykonawczych gmin (wójtów, burmistrzów i prezydentów miast) głosowanie odbywa się według zasady większości bezwzględnej (w dwóch turach, o ile w pierwszym głosowaniu żaden z kandydatów nie otrzyma ponad połowy głosów).

### Prace nad Konstytucją RP z 1997
Wybory do Sejmu I kadencji przeprowadzono na podstawie systemu niemal w pełni proporcjonalnego, pozostawiając pełną swobodę proporcjonalnej reprezentacji. Doprowadziło to jednak do dużego rozdrobnienia systemu partyjnego – w Sejmie znalazły się aż 24 ugrupowania. Wkrótce do wyborów proporcjonalnych wprowadzono progi, co okazało się efektywne – nastąpiła koncentracja zachowań wyborczych i zmniejszenie rozdrobnienia systemu partyjnego (w Sejmie II kadencji obecnych było już tylko 6 ugrupowań). W toku dalszej debaty pojawiały się także głosy za ordynacją większościową.
Spory wokół systemu wyborczego były wyraźne w toku prac nad nową konstytucją. Wszystkie projekty stanowiły, że wybory do Sejmu są: powszechne, równe, bezpośrednie i odbywają się w głosowaniu tajnym. Projekty: prezydencki, SLD, PSL i UP oraz KPN jako zasadę prawa wyborczego wymieniały także proporcjonalność.
Projekt obywatelski stanowił natomiast, że: „Co najmniej 2/3 ogólnej liczby posłów jest wybieranych w wyborach większościowych z zastrzeżeniem, że w pierwszej turze głosowań dla wyboru potrzebna jest bezwzględna większość ważnie oddanych głosów” (art. 60).
Podczas dyskusji w Komisji Konstytucyjnej kwestia proporcjonalności wzbudzała kontrowersje. Michał Drozdek, który reprezentował w pracach konstytucyjnych Mariana Krzaklewskiego, krytykował proporcjonalność argumentując, że wybory proporcjonalne podtrzymują stan rozdrobnienia partyjnego i oderwanie partii politycznych od zaplecza społecznego.
W trakcie drugiego czytania w Zgromadzeniu Narodowym senator Zbigniew Romaszewski i poseł Wojciech Błasiak zgłosili poprawkę, która przewidywała skreślenie wyrazu „proporcjonalne” z projektu konstytucji. Z. Romaszewski stwierdził, że ordynacje proporcjonalne: „[…] odbierają wyborcom bezpośredni wpływ na obsadę kadrową parlamentu. […] Albowiem posłowie, na dobrą sprawę, są nominatami swoich kierownictw partyjnych, a nie są wybierani przez wyborców”. Wojciech Błasiak wskazywał na, według niego, wręcz katastrofalne następstwa proporcjonalności, która: „[…] czyni ten projekt nie tylko złym, ale wręcz groźnym dla przyszłości Polski, jej suwerenności i niepodległości, jej rozwoju i siły”.
Ostatecznie jednak zapis o proporcjonalności wyborów do Sejmu został zawarty w Konstytucji RP (art. 96 ust. 2).

### Wybory do Sejmu
W Polsce mamy do czynienia z systemem proporcjonalnym (art. 96 ust. 2 Konstytucji RP) w nierównych pod względem wielkości wielomandatowych okręgach wyborczych. Terytorium państwa podzielone jest na 41 okręgów, których wielkość wynosi od 7 do 20 mandatów, są to więc okręgi średnie i duże. Próg ustawowy wynosi 5% dla pojedynczych partii, 8% dla koalicji wyborczych i jest ustanowiony na poziomie krajowym. Do obsadzenia jest 460 mandatów, a ich przydział poszczególnym listom określa się stosując metodę D’Hondta (uznawaną za korzystną dla dużych ugrupowań). Mandaty przypadające danej liście kandydatów uzyskują kandydaci w kolejności otrzymanej liczby głosów.
Przed wyborami w 2001 koalicji AWS-UW (spodziewającej się zwycięstwa przeciwników politycznych) udało się przegłosować zmianę ordynacji wyborczej – w wyborach do Sejmu w 2001 użyto zmodyfikowanej metody Sainte-Laguë. Jak się później okazało, było to posunięcie skuteczne – zamiast ponad 240 mandatów (w przypadku zastosowania metody D’Hondta) sojusz wyborczy SLD-UP przy 41,04% głosów otrzymał 216 mandatów. W 2002 przywrócono do ordynacji metodę D’Hondta.
W wyborach do sejmu w 1991 na poziomie okręgów wyborczych została użyta metoda Hare’a-Niemeyera.

### Wybory samorządowe
W 2006 nowela do ordynacji wyborczej do rad gmin, rad powiatów i sejmików województw została uchwalona z zaledwie 6-dniowym okresem dostosowawczym. Na tym tle Trybunał Konstytucyjny sformułował zasadę, że wszelkie istotne zmiany prawa wyborczego muszą się w przyszłości dokonywać przynajmniej z półrocznym wyprzedzeniem (wyrok z 3 XI 2006, K 31/06).
W wyborach do rad gmin w gminach do 20 000 mieszkańców jest stosowana jednomandatowa ordynacja większościowa. W gminach powyżej 20 000 mieszkańców obowiązuje ordynacja proporcjonalna otwartych list partyjnych.
Proporcjonalnym alternatywnym rozwiązaniem mogłaby być Brytyjska Reprezentacja Proporcjonalna, inaczej nazywana pojedynczym głosem przechodnim, gdzie nie występują listy partyjne, a proporcjonalność wyborów uzyskiwana jest za pomocą skali rangowej. W tym systemie pojedynczego głosu przechodniego wyborca oddaje głos wyrażając swoje preferencje wobec każdego kandydata. Nie głosuje się więc na partie, ale na przedstawicieli regionu, którzy zwykle stowarzyszeni są z jakimś ugrupowaniem parlamentarnym. W przeciwieństwie do systemu zamkniętych list partyjnych, wybory są bezpośrednie, indywidualne (osobowe).